# Canton de Roybon
Le canton de Roybon est une ancienne division administrative française située dans le département de l'Isère et la région Rhône-Alpes.

## Géographie
Ce canton était organisé autour de Roybon dans l'arrondissement de Grenoble. Son altitude variait de 266 m (Beaufort) à 729 m (Roybon) pour une altitude moyenne de 408 m.

## Histoire
De 1833 à 1848, les cantons de Roybon et de Saint-Etienne-de-Saint-Geoirs avaient le même conseiller général. Le nombre de conseillers généraux était limité à 30 par département.

## Représentation

### Conseillers généraux de 1833 à 2015
| Période | Période      | Identité                                     | Étiquette                | Qualité |
| ------- | ------------ | -------------------------------------------- | ------------------------ | --- |
| 1833    | 1836         | Louis Prosper Alphonse Vincendon (1814-1887) |                          | Conseiller à la Cour royale de Grenoble |
| 1836    | 1845         | Camille Rolland-Garagnol                     |                          | Officier d'artillerie en retraite Adjoint au maire de Bressieux |
| 1845    | 1848         | Louis Prosper Alphonse Vincendon             |                          | Conseiller à la Cour royale de Grenoble |
| 1848    | 1852         | François Henri Saint-Romme                   | Gauche                   | Représentant du peuple (1848-1851) Avocat puis magistrat, Roybon Ancien conseiller d'arrondissement du canton de Roybon Ancien conseiller général du Canton de Saint-Marcellin |
| 1852    | 1867 (décès) | Adolphe Devoize dit de Voize                 | Majorité dynastique      | Ancien lieutenant du Génie Député (1852-1867) |
| 1867    | 1871         | Pierre Joseph Léon Chabrey                   |                          | Maire de Roybon |
| 1871    | 1877         | Honoré François Aimé de Nolly                | Républicain              | Notaire, maire de Viriville |
| 1877    | 1901         | Mathias Saint-Romme (fils de F. Saint-Romme) | Républicain              | Avocat à Saint-Marcellin Député (1881-1894) - Sénateur (1894-1920) Maire de Roybon                                                                                             |
| 1901    | 1907         | Victor Marchand (1859-1948)                  | Républicain Progressiste | Avoué Maire de Thodure |
| 1907    | 1913         | Mathias Saint-Romme                          | Rad.                     | Avocat - Député (1881-1894) - Sénateur (1894-1920) Maire de Roybon |
| 1913    | 1931         | Alexandre Faure                              | Républicain Indépendant  | Notaire à Viriville |
| 1931    | 1940         | Joseph Vermorel                              | Républicain Indépendant  | Propriétaire à Viriville Nommé conseiller départemental en 1943 |
|         |              |                                              |                          | |
| 1945    | 1951         | Albert Simien (1910-1990)                    | SFIO                     | Propriétaire à Roybon |
| 1951    | 1988         | Raymond Bouillol                             | RPF puis CNI             | Médecin Député (1958-1962) Maire de Marcilloles |
| 1988    | 2001         | Maurice Point                                | RPR                      | Agent immobilier Maire de Marcilloles (1977-2008) |
| 2001    | 2015         | Marcel Bachasson                             | RPR puis UMP             | Directeur adjoint de banque retraité Maire de Roybon (2001-2014) |

### Conseillers d'arrondissement (de 1833 à 1940)
| Période                                  | Période | Identité                   | Étiquette   | Qualité |
| ---------------------------------------- | ------- | -------------------------- | ----------- | --- |
| 1833                                     | 1846    | François Henri Saint-Romme |             | Avocat à Grenoble Élu conseiller général du canton de Saint-Marcellin en 1846                               |
|                                          |         |                            |             | |
| 1898                                     | 1904    | Ferdinand Mogniat          | Républicain | Maire de Marcilloles                                                                                        |
| 1904                                     |         | M. Bauerfeld               | Radical     | Propriétaire à Saint-Clair-sur-Galaure                                                                      |
|                                          |         |                            |             | |
| 1919                                     | 1940    | Henri Dorier               | URD         | |
| 1940                                     |         |                            |             | Les conseils d'arrondissement ont été suspendus par la loi du 12 octobre 1940 et n'ont jamais été réactivés |
| Les données manquantes sont à compléter. |         |                            |             | |

## Composition
Le canton de Roybon groupait onze communes et sa population légale en 2011 était de 7 091 habitants.
| Nom                     | Code Insee | Intercommunalité | Superficie (km2) | Population (dernière pop. légale) | Densité (hab./km2) |
| ----------------------- | ---------- | ---------------- | ---------------- | --------------------------------- | ------------------ |
| Roybon (chef-lieu)      | 38347      | CC Bièvre Isère  | 67,31            | 1 279 (2014)                      | 19                 |
| Beaufort                | 38032      | CC Bièvre Isère  | 8,69             | 572 (2014)                        | 66                 |
| Châtenay                | 38093      | CC Bièvre Isère  | 4,62             | 443 (2014)                        | 96                 |
| Lentiol                 | 38209      | CC Bièvre Isère  | 7,60             | 221 (2014)                        | 29                 |
| Marcilloles             | 38218      | CC Bièvre Isère  | 9,50             | 1 029 (2014)                      | 108                |
| Marcollin               | 38219      | CC Bièvre Isère  | 10,69            | 666 (2014)                        | 62                 |
| Marnans                 | 38221      | CC Bièvre Isère  | 6,60             | 156 (2014)                        | 24                 |
| Montfalcon              | 38255      | CC Bièvre Isère  | 5,82             | 118 (2014)                        | 20                 |
| Saint-Clair-sur-Galaure | 38379      | CC Bièvre Isère  | 15,30            | 272 (2014)                        | 18                 |
| Thodure                 | 38505      | CC Bièvre Isère  | 14,47            | 729 (2014)                        | 50                 |
| Viriville               | 38561      | CC Bièvre Isère  | 30,42            | 1 634 (2014)                      | 54                 |

## Démographie
| 1962  | 1968  | 1975  | 1982  | 1990  | 1999  | 2006  | 2011  | 2012  |
| ----- | ----- | ----- | ----- | ----- | ----- | ----- | ----- | ----- |
| 5 277 | 5 371 | 5 079 | 5 251 | 5 476 | 5 553 | 6 273 | 7 091 | 7 100 |

## Redécoupage des cantons de l'Isère en 2015
D'après la nouvelle carte des cantons de l'Isère présentée par le préfet Richard Samuel et votée par l'Assemblée départementale de l'Isère le 23 novembre 2013, les 11 communes du canton de Roybon seront rattachées au nouveau canton de Bièvre.